# Maison aux pigeonniers
La Maison aux pigeonniers est un bâtiment situé sur le territoire de la commune de Gigouzac, en France.

## Localisation
La maison est située dans le département français du Lot.

## Historique
La maison a été construite au XVIIe siècle et au XVIIIe siècle.
La maison est inscrite au titre des monuments historiques le 15 mai 1974.

## Description
C'est une ancienne maison bourgeoise flanquée de deux pigeonniers, l'un en pierre, l'autre en pans de bois. Celui en pans de bois a été construit sur des piliers en bois, à côté d'un auvent pittoresque avec balcon en bois qui permet son accès au premier étage.